# Virtus Pallacanestro Bologna 1970-1971

## Roster
Norda Bologna 1970-71
- Ettore Zuccheri (capitano)
- Renato Albonico
- Massimo Antonelli
- Loris Benelli
- Enrico Beretta
- Gianni Bertolotti
- Giorgio Buzzavo
- Doug Cook
- Franco Regno
- Giuseppe Rundo
- Massimo Sacco
- Luigi Serafini

## Staff Tecnico
- Allenatore:  Vittorio Tracuzzi

## Risultati
- Serie A: 10ª classificata a pari merito con altre 2 su 12 squadre (5-17); salva dopo spareggio.
- Coppa Italia: eliminata agli ottavi di finale